# لة محمدخاني (مقاطعة تشرام)
لة محمدخاني (بالفارسية: له محمدخانی) هي قرية تقع في قسم تشرام الريفي (مقاطعة تشرام) في إيران. يقدر عدد سكانها بـ 33 نسمة بحسب إحصاء 2016.